# Vore carsiche di Barbarano
Le vore di Barbarano sono due cavità carsiche site in provincia di Lecce. Sono ubicate appena fuori dal centro abitato di Barbarano del Capo, frazione del comune di Morciano di Leuca. Distano circa 300 m l'una dall'altra e sono conosciute con il nome di Vora Grande e Vora Piccola. La prima ha una profondità massima di 35 metri, l'altra si ferma invece a 25 metri. Il termine "vora" scaturisce dalla versione dialettale del termine “voragine”. Le cavità sono al momento completamente recintate per motivi di sicurezza.